# Clara Campoamor
Clara Campoamor (Madrid, 12 febbraio 1888 – Losanna, 30 aprile 1972) è stata un'avvocata e politica spagnola promotrice del suffragio femminile in Spagna, ottenuto nel 1931 ed esercitato per la prima volta dalle donne nelle elezioni del 1933.
Nelle elezioni del 1931 viene eletta deputata nel collegio elettorale di Madrid, e prende parte della Commissione incaricata di redigere la nuova Costituzione che approverà il voto femminile, la ricerca della paternità, il divorzio, l'uguaglianza civile nel matrimonio.
Nel 1933 perde il suo seggio parlamentare e presta servizio per breve tempo come ministro del governo, prima di fuggire dal paese durante la guerra civile spagnola. Nel 1972 Campoamor muore in esilio in Svizzera e viene sepolta in Spagna nel cimitero di Polloe a San Sebastián.

## Biografia
Clara Campoamor Rodríguez è nata il 12 febbraio 1888 a Madrid, figlia della sarta María Pilar Rodríguez e del contabile Manuel Campoamor. A seguito della morte del padre, avvenuta quando aveva l'età di tredici anni, abbandona la scuola per sostenere economicamente la famiglia. Aiuta la madre sarta, poi trova occupazione come commessa, e dal 1909, per circa quattro anni, come operatrice telefonica presso il Ministero, prima a Saragoza, poi a San Sebastián. Nel 1914 vince un posto al Ministero della Pubblica Istruzione che le permette di tornare a Madrid come insegnante di stenografia e dattilografia.
Nel 1921 si iscrive alla facoltà di giurisprudenza dell'Università di Madrid, continuando a svolgere altri lavori presso uffici pubblici. L'attività di segretaria di Salvador Cánovas Cervantes, direttore del quotidiano conservatore maurista La Tribuna, la porta ad interessarsi di politica e a pubblicare alcuni articoli. Consegue la laurea nel 1924, all'età di 36 anni, e nel 1925 diviene la seconda donna iscritta all'Ordine degli avvocati di Madrid, un mese dopo Victoria Kent. Partecipa al dibattito intellettuale e politico del tempo, nel 1922 prende parte alla fondazione della Sociedad Española del Abolicionismo e si unisce ad organizzazioni femminili. Si specializza in questioni che riguardano le donne, inclusi casi di paternità e questioni legate al matrimonio. Nel 1927 sostiene con successo alcuni miglioramenti alle leggi sul lavoro minorile e le modifiche alla legge elettorale. Diviene membro della Federazione internazionale delle donne avvocato (IFWL), che contribuisce a fondare nel 1928. Mantiene un'intensa attività come docente presso l'Associazione Spagnola delle Donne Universitarie (AEMU) e presso l'Accademia di Giurisprudenza, difendendo sempre la parità dei diritti delle donne e la libertà politica.
Alcune fonti deducono che le sue idee sull'uguaglianza delle donne l'abbiano avvicinata al PSOE; nel 1925 scrive l'introduzione del libro Feminismo Socialista di María Cambrils, dedicato a Pablo Iglesias, ma non risulta essere mai diventata membro di quel partito. Nel 1929 fa parte con Matilde Huici del Comitato organizzatore del Gruppo socialista liberale, che però di lì a poco scompare. Milita in Acción Republicana di Manuel Azaña, e in seguito si iscrive nel Pardido Radical (Partido Republicano Radical - PRR) di Alejandro Lerroux. Dopo l'inizio della Seconda Repubblica, Campoamor viene eletta deputata nel collegio elettorale di Madrid nelle elezioni del 1931 (le donne potevano essere elette, ma non votare) nelle file del Partito Radicale. Prende parte della Commissione Costituzionale incaricata della preparazione del progetto di Costituzione della nuova repubblica, composta da 21 deputati. Propugna il suffragio femminile contro la posizione del Partito Radicale, che sostiene invece la deputata Victoria Kent avversa al voto alle donne perché convinta che sarebbe andato a vantaggio delle destre. Di quest'ultimo parere è anche la terza donna deputata eletta nelle elezioni del 1931, Margarita Nelken, socialista.
L'uscita di Campoamor dal Partito Radicale la porta all'emarginazione politica; nel 1933 perde il suo seggio in Parlamento, ma viene nominata a capo della Direzione Generale dell'Assistenza Sociale dal 1933 al 1934. Nel 1936, con lo scoppio della guerra civile spagnola, lascia il paese temendo per la sua vita e si ripara in Francia. A Parigi pubblica il libro La révolution espagnole vue par une républicaine, nel quale riporta impietosamente gli errori della Repubblica dal 1931 al 1936, contribuendo ad aumentare il suo isolamento politico e l'ostracismo di molti esiliati all'estero. Nel 1937 parte per Buenos Aires, dove rimane in esilio per circa 17 anni, fino al 1955; svolge l'attività di traduttrice e di avvocata, senza però poter gestire un proprio studio. Successivamente si stabilisce a Losanna, in Svizzera. Le viene impedito di tornare nella Spagna franchista, a patto che rinneghi le sue precedenti posizioni politiche e che porga le sue pubbliche scuse alla Chiesa cattolica. Da esiliata, continua a scrivere di femminismo e delle sue esperienze politiche. Muore in esilio nel 1972. Le sue ceneri sono state rimpatriate e seppellite al cimitero di Polloe a San Sebastián nel maggio 1972.
Fece parte della Massoneria come membro attivo della loggia Reivindicación di Madrid.

## Suffragio femminile
Nel 1931 prende parte all'Assemblea Costituente incaricata della redazione del progetto di Costituzione della nuova Repubblica, si candida per un seggio e viene eletta nonostante le donne non potessero ancora votare.
Nell'ottobre 1931 è la prima donna a parlare all'assemblea costituente spagnola; esordisce sostenendo il voto femminile e rivolgendosi ad una platea di soli uomini afferma che la loro continua esclusione delle donne dal voto rappresenta una violazione della legge naturale. La sua difesa dei diritti delle donne viene contrastata non solo dai conservatori e dai cattolici, ma anche da uomini di sinistra e da una delle due sole altre donne dell'assemblea, la socialista Victoria Kent, che si oppone al voto femminile ritenendo che esso vada a tutto vantaggio dei conservatori e della chiesa.
Il dibattito finale del 1º ottobre fu un grande evento. L'articolo 34 che consente il suffragio femminile viene approvato con 161 voti a favore, 121 contrari, 188 astensioni: Campoamor è considerata la vincitrice.
Nella sua lotta a favore del voto ha ricevuto il sostegno dalla maggior parte dei membri del Partito Socialista - con alcune importanti eccezioni come Indalecio Prieto - di molti esponenti di destra, convinti che - grazie all'appoggio della Chiesa - le donne avrebbero votato a loro favore, di quasi tutti membri di Esquerra Republicana de Catalunya e di piccoli gruppi repubblicani come i Progressisti e l'Associazione di Difesa della Repubblica. L'Azione Repubblicana, il Partito Socialista Radicale e lo stesso Partito Radicale, ad eccezione di quattro altri esponenti, si sono invece schierati contro di lei. Per tutta la sua carriera politica Campoamor mantiene il ruolo di portavoce della questione femminile.
Né lei né Victoria Kent riescono a confermare i propri seggi alle elezioni del 1933. Nel 1934 Campoamor lascia il Partito Radicale a causa della sua subordinazione alla CEDA e degli eccessi nella repressione dell'insurrezione nelle Asturie. Nello stesso anno, attraverso la mediazione del primo ministro Santiago Casares Quiroga, tenta di entrare a far parte della sinistra repubblicana, ma la sua ammissione viene respinta. È allora che scrive e pubblica - nel maggio 1935 - Mi pecado mortal. El voto femenino y yo, una testimonianza delle sue lotte parlamentari.

## Opere
- 1935. El voto femenino y yo. Mi pecado mortal, Madrid, Diario Público, 2010
- 1937. La révolution espagnole vue par une républicaine. La prima edizione viene pubblicata a Parigi. Più tarda è quella, tradotta, in spagnolo: La revolución española vista por una republicana, Sevilla, Espuela de Plata, 2018[10]
- 1938. Heroismo criollo : la marina argentina en el drama español, Buenos Aires, Fanetti & Gasperini. Libro scritto insieme al deputato repubblicano Federico Fernández de Castillejo, anch'egli esiliato.
- 1938. El pensamiento vivo de Concepción Arenal, Buenos Aires, Losada, *1944. Sor juana de la Cruz, Buenos Aires, Emecé Editores[11]
- 1945. Vida y obra de Quevedo, Buenos Aires Edic. Gay-Saber

### Raccolte pubblicate postume
- España: la condición de la mujer en la sociedad contemporánea, Oviedo, Gobierno del Principado de Asturias, 2006
- El derecho de la mujer (Clara Campoamor) : recopilación de tres de la conferencias iniciadas en 1922, Comunidad de Madrid, Consejería de Empleo y Mujer, Asociación Española Clara Campoamor, [2007]
- La mujer en la diplomacia y otros artículos, Sevilla, Renacimiento, 2017 (raccolta di articoli di periodici, di vario argomento, scritti durante l'esilio argentino e raccolti postumi)
- Del amor y otras pasiones (artículos literarios), Santander, Fundación Banco Santander, 2018[12] (raccolta di saggi sulla poesia scritti durante l'esilio argentino e raccolti da Beatriz Ledesma Fernández de Castillejo)
- La forja de una feminista : artículos periodísticos, 1920-1921, Valencina de la Concepción, Renacimiento, impr. 2019
- La mujer quiere alas y otros ensayos. Sevilla, Renacimiento, 2019. (raccolta di saggi pubblicati duranti l'esilio argentino sui settimanali Caras y Caretas e ¡Aqui está! tra il 1938 e il 1944)

## Riconoscimenti

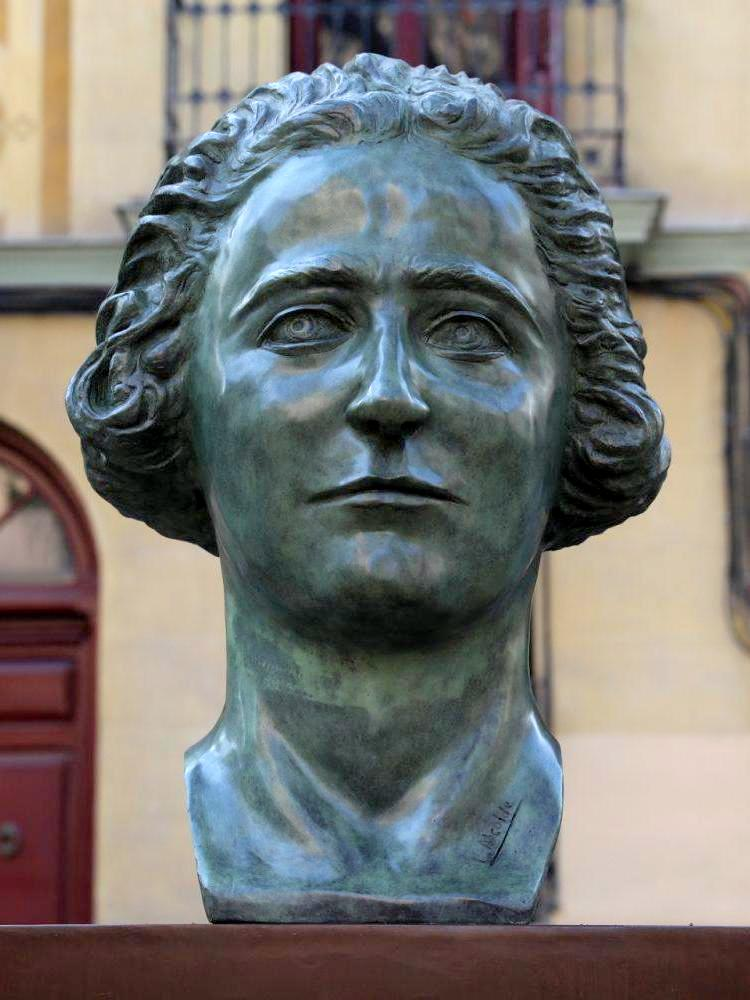
Busto di Clara Campoamor a Madrid nel 2006

Dopo la transizione spagnola alla democrazia, ci sono stati molti tributi e riconoscimenti sostenuti da organizzazioni a favore dell'uguaglianza delle donne. Vari istituti, scuole, centri culturali, associazioni femminili, parchi e strade sono stati rinominati in onore di Clara Campoamor. Nel 1998 il Ministero per l'uguaglianza del PSOE andaluso ha istituito i premi Clara Campoamor, riconosciuti ogni anno, e dedicati a individui o gruppi distintisi nella difesa dell'uguaglianza delle donne.
Nel 2006 il municipio di Madrid ha creato un premio con il suo nome, che nella sua prima edizione è stato assegnato all'avvocata e femminista María Telo Núñez.
Nel 2006, in occasione del 75º anniversario del diritto di voto delle donne in Spagna, è stata avviata una campagna per chiedere che nelle sedi del Congresso dei Deputati venga posto un busto dedicato a Clara Campoamor.
Su proposta del PSOE, Clara Campoamor è stata la figura femminile scelta per apparire sulle future monete in euro, come principale sostenitrice del suffragio femminile nella Seconda Repubblica. La proposta è stata approvata il 12 giugno 2007 da tutti i partiti del Congresso, ad esclusione del Partito conservatore (PP) che si è astenuto.
Nel 2007 il Ministero dello Sviluppo ha varato la nave Polivalente B-32 "Clara Campoamor", intitolata in suo onore e gestita dalla Maritime Security and Rescue Society.
Nel 2011, in occasione del centenario della Giornata internazionale della donna, la Zecca e il francobollo nazionali hanno prodotto una moneta d'argento commemorativa del valore di 20 euro, con l'immagine di Clara Campoamor.
Nel 2016 la Norwegian Airlines ha chiamato uno dei suoi nuovi Boeing 737-800 (EI-FJY) "Clara Campoamor" con la sua foto che copre entrambi i lati dell'ala dell'aereo (stabilizzatore verticale).